# Alien Love Secrets
Az Alien Love Secrets Steve Vai 1995-ben megjelent EP-je, melyet az Epic adott ki. A felvételek 1994-ben zajlottak Steve Vai producerkedésével. Az anyagon minimális szerep jutott a billentyűs hangszereknek. A korong leghíresebb dala a Bad Horsie című, melynek riffjét Vai már az 1986-os Crossroads filmben is játszotta, melyben az ördög gitárosaként tünt fel.
A Ya-Yo Gakk című szerzeményben Vai fia is hallható, míg a The Boy from Seattle tisztelgés Jimi Hendrix előtt.
1996-ban a Tender Surrender című dal Grammy jelölést kapott "legjobb instrumentális rockszerzemény" kategóriában.
Az anyag jó kritikákban részesült, Stephen Thomas Erlewine a cduniverse.com oldalon dicsérte Vai technikás játékát, valamint megjegyezte, hogy jobb az anyag, mint az 1993-as Sex and Religion volt.

## Számlista
A dalokat Steve Vai írta.
1. "Bad Horsie" – 5:51
2. "Juice" – 3:44
3. "Die to Live" – 3:53
4. "The Boy from Seattle" – 5:04
5. "Ya-Yo Gakk" – 2:52
6. "Kill the Guy with the Ball/The God Eaters" – 7:02
7. "Tender Surrender" – 5:03

## Zenészek
- Steve Vai – gitár, basszusgitár, programozás
- Julian Vai – ének
- Tommy Mars – orgona
- Deen Castronovo – dob